# Шуленбург (Техас)
Шуленбург (англ. Schulenburg) — місто (англ. city) в США, в окрузі Файєтт штату Техас. Населення — 2633 особи (2020).

## Географія
Шуленбург розташований за координатами 29°40′54″ пн. ш. 96°54′26″ зх. д. / 29.68167° пн. ш. 96.90722° зх. д. (29.681731, -96.907102).  За даними Бюро перепису населення США в 2010 році місто мало площу 6,48 км², уся площа — суходіл.

### Клімат
| Клімат : Шуленбург      | Клімат : Шуленбург | Клімат : Шуленбург | Клімат : Шуленбург | Клімат : Шуленбург | Клімат : Шуленбург | Клімат : Шуленбург | Клімат : Шуленбург | Клімат : Шуленбург | Клімат : Шуленбург | Клімат : Шуленбург | Клімат : Шуленбург | Клімат : Шуленбург | Клімат : Шуленбург |
| Показник                | Січ.               | Лют.               | Бер.               | Квіт.              | Трав.              | Черв.              | Лип.               | Серп.              | Вер.               | Жовт.              | Лист.              | Груд.              | Рік                |
| Абсолютний максимум, °C | 32,2               | 37,2               | 36,7               | 37,8               | 39,4               | 41,7               | 43,3               | 43,9               | 42,2               | 38,9               | 33,3               | 35,0               | 43,9               |
| Середній максимум, °C   | 16,1               | 18,3               | 21,7               | 25,6               | 28,9               | 32,2               | 33,9               | 35,0               | 31,7               | 27,2               | 21,7               | 16,7               | 25,8               |
| Середній мінімум, °C    | 5,6                | 7,2                | 10,6               | 15,6               | 19,4               | 22,8               | 23,3               | 23,3               | 21,1               | 16,7               | 11,1               | 6,7                | 15,3               |
| Абсолютний мінімум, °C  | −15,6              | −11,1              | −10                | −1,1               | 6,1                | 10,0               | 13,9               | 13,9               | 5,0                | −2,8               | −7,2               | −16,1              | −16,1              |
| Норма опадів, мм        | 63                 | 62                 | 70                 | 63                 | 112                | 109                | 60                 | 65                 | 88                 | 114                | 88                 | 66                 | 959                |
| ----------------------- | ------------------ | ------------------ | ------------------ | ------------------ | ------------------ | ------------------ | ------------------ | ------------------ | ------------------ | ------------------ | ------------------ | ------------------ | ------------------ |
| Джерело: weather.com    |                    |                    |                    |                    |                    |                    |                    |                    |                    |                    |                    |                    |                    |

## Демографія
Згідно з переписом 2010 року, у місті мешкали 2852 особи в 1103 домогосподарствах у складі 706 родин. Густота населення становила 440 осіб/км².  Було 1279 помешкань (197/км²).
Расовий склад населення:
| - 69,0 % — білих - 16,0 % — чорних або афроамериканців - 0,9 % — корінних американців - 0,3 % — азіатів - 11,6 % — осіб інших рас |

До двох чи більше рас належало 2,0 %. Частка іспаномовних становила 23,6 % від усіх жителів.
За віковим діапазоном населення розподілялося таким чином: 25,2 % — особи молодші 18 років, 53,0 % — особи у віці 18—64 років, 21,8 % — особи у віці 65 років та старші. Медіана віку мешканця становила 42,5 року. На 100 осіб жіночої статі у місті припадало 85,7 чоловіків;  на 100 жінок у віці від 18 років та старших — 79,8 чоловіків також старших 18 років.
Середній дохід на одне домашнє господарство  становив 47 224 долари США (медіана — 34 781), а середній дохід на одну сім'ю — 59 295 доларів (медіана — 48 611). Медіана доходів становила 32 750 доларів для чоловіків та 29 828 доларів для жінок. За межею бідності перебувало 12,0 % осіб, у тому числі 14,8 % дітей у віці до 18 років та 13,1 % осіб у віці 65 років та старших.
Цивільне працевлаштоване населення становило 1165 осіб. Основні галузі зайнятості: виробництво — 20,0 %, мистецтво, розваги та відпочинок — 19,7 %, освіта, охорона здоров'я та соціальна допомога — 16,5 %.